# Jules Janet
 (juillet 2020).
Pour les articles homonymes, voir Janet.
Jules Janet, né le 22 décembre 1861 à Bourg-la-Reine et mort le 15 juillet 1942 à L'Haÿ-les-Roses, est un médecin français, qui s'est intéressé à un cas d'hystérie,. 
Il reçoit la Légion d'honneur à titre militaire en 1917.